# Герб Срібнянського району
Герб Срібня́нського райо́ну — символ самоврядування Срібнянського району Чернігівської області, що затверджений четвертою сесією Срібнянської районної ради шостого скликання від 20 квітня 2011 року.

## Опис герба
|  | Положення про символіку Срібнянського району (витяг). 2. Опис герба Срібнянського району. 2.1. Великий герб Срібнянського району: у блакитному полі червоний щиток із золотим серцем, що увінчане такого ж кольору лицарським хрестом. Щит оточений по бокам колосками і дубовим листям, що перевиті жовто-блакитною стрічкою. 2.2. Символіка герба: - Сяючий лицарський хрест — віра, надія, любов, випробування, спасіння, згадка про храмове свято центру району Срібного «Воздвиження Хреста Господнього», символ пріоритету у помислах та діях жителів району християнських цінностей та свідчення заселення регіону у часи християнізації Русі; - серце — символ щирості, відкритості до співпраці, вірності дружбі, милосердя та гостинності жителів району; - колоски — символ життя, вказівка на сільськогосподарську спеціалізацію району; - дубове листя — символ хоробрості, шляхетності мешканців краю, натяк на географічне розташування регіону — лісостеп, згадка про населенні пункти часів Русі, коли місцеві мешканці поклонялися дубам. 2.3. При виконанні герба застосовані геральдичні кольори і метали - блакитний — близький за духом синьому кольору, символізує благородство, ніжність і вірність, і легкий сум через розуміння конечності прекрасного і неповторного в людському житті та недосяжності вічного, як недосяжна небесна блакить...; - зелений — символ природи і молодості; він — «міст» між двома протилежними кольорами веселкового спектру — гарячим червоним і холодним синім. А тому виступає кольором надії на злагоду, мир і спокій; - червоний — символізує хоробрість, мужність, безстрашність, повноту життя, свободу та енергію; - золото — символ багатства, справедливості та великодушності. |

Герб Срібнянського району (проект О.Желіби та А.Блануци)